# Cuadro de Punnett

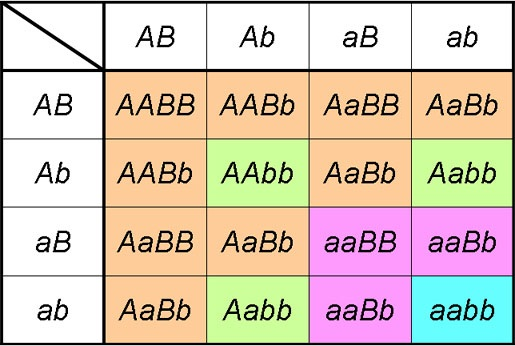
Cuadro de Punnett, cruzamiento dihíbrido AaBb X AaBb.

El tablero o cuadro de Punnett es un diagrama diseñado por Reginald Punnett y es usado por los biólogos para determinar la probabilidad de que la descendencia tenga un genotipo particular. El cuadro de Punnett permite observar cada combinación posible para expresar, los alelos dominantes (representados con letra mayúscula) y los recesivos (con letra minúscula), nos muestra todos los tipos posibles de descendientes que podrían producirse en el entrecruzamiento.
En este cuadro como bien se observa de un lado se ubican todos los posibles gametos (con respecto a las características a estudiar) de un progenitor de un lado del cuadro y todos los posibles tipos de gametos del otro progenitor del otro lado del cuadro.
|        |   | macho | macho |
| B      | b |       |       |
| ------ | - | ----- | ----- |
| hembra | B | BB    | Bb    |
| hembra | b | Bb    | bb    |

Cabe señalar que el cuadro de Punnett solo muestra las posibilidades para genes. La forma en que los alelos B y b interactúan uno con el otro afectando la apariencia del producto depende de cómo interactúen los productos de los genes.
Dicho cuadro puede aplicarse a cruzamientos monohíbrido, dihíbrido y trihíbrido (tres o más pares diferentes de caracteres hereditarios cruzados).
Para los genes clásicos dominantes/recesivos, como los que determinan el color del pelo de una rata, siendo B el pelo negro y b el pelo blanco, el alelo dominante eclipsará al recesivo.
Gregor Mendel también creó las tres leyes de la herencia:
1. Ley de Uniformidad
2. Ley de Segregación
3. Ley de la Transmisión Independiente

Dónde cada una nos muestra una característica en especial.

## Cruce dihíbrido clásico
Cruzamientos más complejos pueden presentarse cuando se contemplan dos o más genes. El cuadro de Punnett solo funciona si los genes son independientes entre sí.
El siguiente ejemplo ilustra un cruce híbrido entre dos plantas heterocigóticas de guisante. R representa el alelo dominante sexual activo de la forma (redondeada) mientras que r muestra el alelo recesivo (rugoso). Y es el alelo dominante del color (amarillo) cuando y es el alelo recesivo (verde). Si cada planta tiene el genotipo Rr Yy y los genes son independientes, estos pueden producir cuatro tipos de gametos con todas las posibles combinaciones sexuadas: RY, Ry, rY y ry.
|    | RY   | Ry   | rY   | ry   |
| -- | ---- | ---- | ---- | ---- |
| RY | RRYY | RRYy | RrYY | RrYy |
| Ry | RRYy | RRyy | RrYy | Rryy |
| rY | RrYY | RrYy | rrYY | rrYy |
| ry | RrYy | Rryy | rrYy | rryy |

Ya que los alelos dominantes eclipsan a los recesivos hay nueve combinaciones que tienen el fenotipo redondeado amarillo, tres que son redondeado verde, tres de combinación rugoso amarillo y una con el fenotipo rugoso verde. La proporción se muestra como 9:3:3:1 y es la más usual para el cruce dihíbrido.